# Tweede divisie (vrouwenhandbal) 2019/20
De tweede divisie is de op twee na hoogste afdeling van het Nederlandse handbal bij de dames op landelijk niveau. De tweede divisie bestaat uit twee gelijkwaardige onafhankelijke groepen/competities (A en B), elk bestaande uit twaalf teams met een eigen kampioen en degradanten.

## Gevolgen van de coronacrisis in Nederland
Nadat eerder alle wedstrijden tussen 12 en 22 maart 2020 waren afgelast, heeft op 24 maart het bondsbestuur van het NHV, alle competities voor het seizoen 2019/2020 als beëindigd verklaard. De belangrijkste consequenties waren dat de standen op 10 maart, de dag waarop de laatste wedstrijden zijn gespeeld, als de eindstanden golden, en dat er voor dit seizoen geen reglementaire promotie/degradatie bestond. Zelfs niet voor ploegen die dachten al zeker te zijn van promotie of degradatie, daar tegenover een promoverende ook een degraderende ploeg staat en veelal, zoniet altijd, beide nog niet bekend waren. Dit als gevolg van de op 23 maart door het kabinet genomen aangescherpte maatregelen in verband met de coronacrisis in Nederland waardoor er zeker tot 1 juni geen verdere wedstrijden meer gespeeld konden worden.
Hieronder wordt de situatie getoond zoals deze op 10 maart 2020 bestond, inclusief hetgeen dat in de planning stond. Voor de duidelijkheid, het ingeplande is definitief afgelast en de standen zijn als de eindstanden bepaald.

## Opzet
- De twee kampioenen promoveren rechtstreeks naar de eerste divisie (mits er niet al een hogere ploeg van dezelfde vereniging in de eerste divisie speelt).
- De ploegen die als een-na-laatste (elfde) en laatste (twaalfde) eindigen degraderen rechtstreeks naar de hoofdklasse.
- De twee ploegen die in elk der tweede divisies als tiende eindigen, spelen op neutraal terrein een beslissingswedstrijd om uit te maken wie zich handhaaft of ook degradeert.

Er promoveren dus 2 ploegen, en er degraderen 5 (gelijk aan het aantal hoofdklassen bij de dames) ploegen.

## Tweede divisie A

### Teams
| Ploeg                        | Plaats      | Provincie     | Hal                     |
| ---------------------------- | ----------- | ------------- | ----------------------- |
| Bentelo                      | Bentelo     | Overijssel    | Sporthal de Pol         |
| D.S.O.                       | Den Helder  | Noord-Holland | de Slenk                |
| Geel-Zwart                   | 't Zand     | Noord-Holland | de Multitreffer         |
| Havas                        | Almere      | Flevoland     | Sporthal Indische Buurt |
| PCA/Kwiek 2                  | Raalte      | Overijssel    | Sporthal Tijenraan      |
| Pacelli                      | Zieuwent    | Gelderland    | Sourcy Center           |
| Westfriesland/SEW 2          | Nibbixwoud  | Noord-Holland | de Bloesem              |
| Navique/SVBO                 | Emmen       | Drenthe       | Sporthal Meerdijk       |
| Commandeur/VVW               | Wervershoof | Noord-Holland | de Dars                 |
| JuRo Unirek/VZV 2            | 't Veld     | Noord-Holland | 't Zijveld              |
| Wijhe '92                    | Wijhe       | Overijssel    | Sportpark Wijhe         |
| Zenderen Vooruit/Bornerbroek | Zenderen    | Overijssel    | Sporthal 't Wooldrik    |

>> Resterende programma afgelast, het getoonde is de oorspronkelijke planning. <<

### Stand
| Pos | Team                         | Wed | W  | G | V  | Ptn | DV  | DT  | +/−  | Opmerking                                                |
| --- | ---------------------------- | --- | -- | - | -- | --- | --- | --- | ---- | -------------------------------------------------------- |
| 1   | JuRo Unirek/VZV 2            | 18  | 16 | 1 | 1  | 33  | 553 | 423 | +130 | Promoveert naar de eerste divisie                        |
| 2   | PCA/Kwiek 2                  | 19  | 14 | 1 | 4  | 29  | 534 | 462 | +72  |                                                          |
| 3   | Westfriesland/SEW 2          | 19  | 12 | 2 | 5  | 26  | 419 | 383 | +36  |                                                          |
| 4   | Wijhe '92                    | 19  | 11 | 1 | 7  | 23  | 469 | 429 | +40  |                                                          |
| 5   | D.S.O.                       | 19  | 10 | 1 | 8  | 21  | 484 | 502 | −18  |                                                          |
| 6   | Zenderen Vooruit/Bornerbroek | 18  | 8  | 4 | 6  | 20  | 435 | 382 | +53  |                                                          |
| 7   | Havas                        | 19  | 8  | 1 | 10 | 17  | 484 | 488 | −4   |                                                          |
| 8   | Pacelli                      | 18  | 5  | 3 | 10 | 13  | 412 | 453 | −41  |                                                          |
| 9   | Geel-Zwart                   | 18  | 5  | 1 | 12 | 11  | 429 | 480 | −51  |                                                          |
| 10  | Bentelo                      | 19  | 5  | 1 | 13 | 11  | 434 | 499 | −65  | Beslissingswedstrijd voor degradatie naar de hoofdklasse |
| 11  | Navique/SVBO                 | 19  | 5  | 1 | 13 | 11  | 400 | 501 | −101 | Degraderen naar de hoofdklasse                           |
| 12  | Commandeur/VVW               | 19  | 4  | 1 | 14 | 9   | 411 | 462 | −51  | Degraderen naar de hoofdklasse                           |

### Programma/Uitslagen
| Thuis \ Uit                  | BEN    | DSO    | GEE    | HAV    | KWI    | PAC    | SEW   | SVB    | VVW    | VZV    | WIJ    | Z&B    |
| ---------------------------- | ------ | ------ | ------ | ------ | ------ | ------ | ----- | ------ | ------ | ------ | ------ | ------ |
| Bentelo                      |        | 16–18  | 22–19  | 32–25  | 21 mrt | 22–15  | 4 apr | 18–19  | 20–21  | 28–39  | 23–25  | 20–27  |
| D.S.O.                       | 29–22  |        | 32–29  | 37–27  | 28–26  | 30–25  | 21–26 | 35–24  | 26–23  | 21 mrt | 4 apr  | 18–28  |
| Geel-Zwart                   | 30–35  | 29 mrt |        | 22–22  | 24–27  | 15 mrt | 14–16 | 36–15  | 24–18  | 27–37  | 35–28  | 28–26  |
| Havas                        | 26–21  | 30–24  | 21 mrt |        | 4 apr  | 23–18  | 28–31 | 34–24  | 28–23  | 18–30  | 26–21  | 20–24  |
| PCA/Kwiek 2                  | 35–21  | 34–22  | 30–16  | 30–26  |        | 27–14  | 27–25 | 26–25  | 24–20  | 27–32  | 25–23  | 29 mrt |
| Pacelli                      | 31–24  | 31–29  | 32–25  | 25–28  | 29–26  |        | 26–15 | 4 apr  | 21 mrt | 24–33  | 21–24  | 14–23  |
| Westfriesland/SEW 2          | 29–22  | 31–16  | 29–14  | 23–21  | 22–23  | 28 mrt |       | 21 mrt | 18–14  | 19–27  | 18–20  | 15–14  |
| Navique/SVBO                 | 21–23  | 26–23  | 24–22  | 23–27  | 21–30  | 23–23  | 24–28 |        | 33–20  | 29 mrt | 22–18  | 12–30  |
| Commandeur/VVW               | 29 mrt | 21–22  | 31–24  | 27–26  | 29–31  | 20–20  | 15–16 | 24–18  |        | 18–23  | 18–19  | 21–27  |
| JuRo Unirek/VZV 2            | 33–21  | 37–27  | 4 apr  | 28–27  | 31–31  | 32–19  | 20–21 | 30–19  | 31–26  |        | 33–18  | 30–27  |
| Wijhe '92                    | 33–20  | 23–24  | 32–14  | 28 mrt | 28–24  | 25–21  | 21–21 | 29–13  | 32–22  | 26–27  |        | 24–22  |
| Zenderen Vooruit/Bornerbroek | 24–24  | 23–23  | 24–26  | 25–22  | 26–31  | 24–24  | 16–16 | 25–14  | 4 apr  | 12 mrt | 21 mrt |        |

## Tweede divisie B

### Teams
| Ploeg                          | Plaats     | Provincie     | Hal                       |
| ------------------------------ | ---------- | ------------- | ------------------------- |
| Herpertz/Bevo HC               | Panningen  | Limburg       | de Heuf                   |
| BSAC                           | Venlo      | Limburg       | d'n Adelaer               |
| Dongen                         | Dongen     | Noord-Brabant | De Salamander             |
| Foreholte 2                    | Voorhout   | Zuid-Holland  | De Tulp                   |
| Gemini (Z)                     | Zoetermeer | Zuid-Holland  | Oosterpoort               |
| M.H.V. '81                     | Mill       | Noord-Brabant | de Looierij               |
| Klaverblad/Oliveo              | Pijnacker  | Zuid-Holland  | Het Nest                  |
| United Breda                   | Breda      | Noord-Brabant | Haagse Beemden            |
| Cabooter Group/HandbaL Venlo 2 | Venlo      | Limburg       | Craneveld                 |
| Sima Sport/Ventura             | Schiedam   | Zuid-Holland  | Sporthal Willem Alexander |
| OTTO Work Force/VOC 2          | Amsterdam  | Noord-Holland | Elzenhagen                |
| WPK/Westlandia                 | Naaldwijk  | Zuid-Holland  | De Pijl                   |

>> Resterende programma afgelast, het getoonde is de oorspronkelijke planning. <<

### Stand
| Pos | Team                           | Wed | W  | G | V  | Ptn | DV  | DT  | +/−  | Opmerking                                                |
| --- | ------------------------------ | --- | -- | - | -- | --- | --- | --- | ---- | -------------------------------------------------------- |
| 1   | OTTO Work Force/VOC 2          | 19  | 16 | 0 | 3  | 32  | 595 | 420 | +175 | Promoveert naar de eerste divisie                        |
| 2   | Dongen                         | 19  | 14 | 1 | 4  | 29  | 520 | 433 | +87  |                                                          |
| 3   | M.H.V. '81                     | 19  | 14 | 0 | 5  | 28  | 567 | 514 | +53  |                                                          |
| 4   | Cabooter Group/HandbaL Venlo 2 | 19  | 12 | 0 | 7  | 24  | 493 | 462 | +31  |                                                          |
| 5   | Herpertz/Bevo HC               | 19  | 11 | 1 | 7  | 23  | 484 | 471 | +13  |                                                          |
| 6   | Sima Sport/Ventura             | 19  | 9  | 1 | 9  | 19  | 460 | 484 | −24  |                                                          |
| 7   | BSAC                           | 19  | 7  | 2 | 10 | 16  | 462 | 480 | −18  |                                                          |
| 8   | Klaverblad/Oliveo              | 19  | 7  | 1 | 11 | 15  | 487 | 510 | −23  |                                                          |
| 9   | Foreholte 2                    | 19  | 7  | 1 | 11 | 15  | 500 | 547 | −47  |                                                          |
| 10  | WPK/Westlandia                 | 19  | 6  | 2 | 11 | 14  | 443 | 485 | −42  | Beslissingswedstrijd voor degradatie naar de hoofdklasse |
| 11  | Gemini (Z)                     | 19  | 2  | 4 | 13 | 8   | 371 | 442 | −71  | Degraderen naar de hoofdklasse                           |
| 12  | United Breda                   | 19  | 2  | 1 | 16 | 5   | 362 | 496 | −134 | Degraderen naar de hoofdklasse                           |

### Programma/Uitslagen
| Thuis \ Uit                    | BEV    | BSA    | DNG    | FOR    | GEM    | MHV    | OLI    | UNB    | VEN   | VNT    | VOC    | WLA    |
| ------------------------------ | ------ | ------ | ------ | ------ | ------ | ------ | ------ | ------ | ----- | ------ | ------ | ------ |
| Herpertz/Bevo HC               |        | 23–24  | 29–20  | 21 mrt | 4 apr  | 25–24  | 30–17  | 30–22  | 19–18 | 32–18  | 27–39  | 33–27  |
| BSAC                           | 32–24  |        | 21–37  | 34–26  | 27–13  | 25–27  | 18–15  | 29–15  | 20–25 | 29 mrt | 25–31  | 25–19  |
| Dongen                         | 27–17  | 21 mrt |        | 38–20  | 23–19  | 40–36  | 29–25  | 28–17  | 4 apr | 33–21  | 18–25  | 27–14  |
| Foreholte 2                    | 28–30  | 27–25  | 25–26  |        | 22–18  | 4 apr  | 40–36  | 20–21  | 27–25 | 20–16  | 35–31  | 29–29  |
| Gemini (Z)                     | 26–26  | 21–21  | 20–27  | 25–28  |        | 24–28  | 25–28  | 18–13  | 20–21 | 22–11  | 14–33  | 28 mrt |
| M.H.V. '81                     | 28 mrt | 34–32  | 28–23  | 33–27  | 25–18  |        | 34–30  | 30–15  | 35–30 | 32–25  | 30–25  | 24–16  |
| Klaverblad/Oliveo              | 32–26  | 29–21  | 21–24  | 32–29  | 18–18  | 34–40  |        | 4 apr  | 23–24 | 25–28  | 21 mrt | 26–21  |
| United Breda                   | 12–19  | 24–24  | 14–22  | 28 mrt | 21–18  | 27–32  | 26–27  |        | 20–27 | 25–29  | 15–35  | 18–25  |
| Cabooter Group/HandbaL Venlo 2 | 28–30  | 30–22  | 31–25  | 36–26  | 27–15  | 23–21  | 28 mrt | 21 mrt |       | 32–28  | 28–25  | 28–21  |
| Sima Sport/Ventura             | 20–21  | 26–21  | 27–27  | 31–24  | 21 mrt | 34–33  | 29–21  | 28–25  | 26–18 |        | 4 apr  | 22–21  |
| OTTO Work Force/VOC 2          | 27–20  | 34–16  | 28 mrt | 32–22  | 24–18  | 41–21  | 25–23  | 29–16  | 32–16 | 31–24  |        | 35–31  |
| WPK/Westlandia                 | 30–23  | 4 apr  | 23–26  | 29–25  | 19–19  | 22 mrt | 23–25  | 26–16  | 27–26 | 21–17  | 21–41  |        |